# Campillo de Azaba (kommunhuvudort)
Campillo de Azaba är en kommunhuvudort i Spanien.   Den ligger i provinsen Provincia de Salamanca och regionen Kastilien och Leon, i den centrala delen av landet, 250 km väster om huvudstaden Madrid. Campillo de Azaba ligger 656 meter över havet och antalet invånare är 245.
Terrängen runt Campillo de Azaba är huvudsakligen platt, men söderut är den kuperad. Campillo de Azaba ligger nere i en dal. Runt Campillo de Azaba är det glesbefolkat, med 8 invånare per kvadratkilometer. Närmaste större samhälle är Ciudad Rodrigo, 16,4 km nordost om Campillo de Azaba. Omgivningarna runt Campillo de Azaba är huvudsakligen savann.